# Gunna (Scozia)

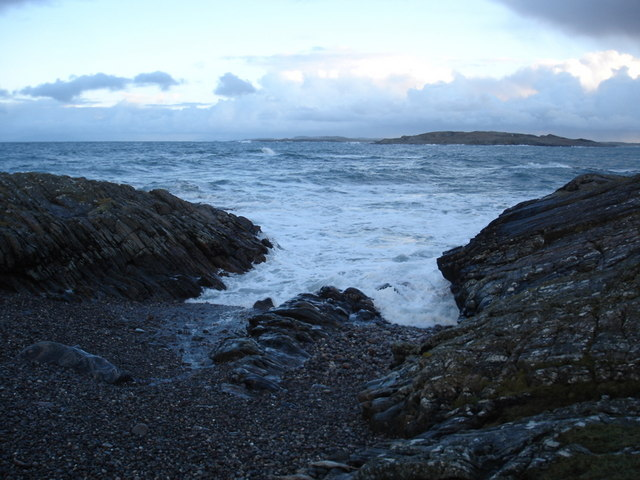
Vista dalla scogliera dell'isola

Gunna (in gaelico Gunnaigh) è un'isola della Scozia che fa parte delle Isole Ebridi Interne.

## Etimologia
L'etimologia del nome è incerta. "Norri" è un nome scandinavo, e Haswell-Smith suggerisce che Gunni-øy significhi "isola di Gunni il danese" oppure che il nome moderno derivi da Eilean nan Gamhna, che in gaelico significa "isola delle agitazioni". Mac un Tàilleir suggerisce che il nome in norreno significhi "l'isola di Gunnar".

## Geografia
Gunna si trova tra le isole di Coll e Tiree (più vicina a Coll). Ha una superficie di 69 ettari, e il suo punto più alto misura 35 metri sul livello del mare. È circondata da alcune piccole isole e da scogli, soprattutto verso Tiree.
Non ha abitanti permanenti.

## Fauna
Nell'isola è presente un'ampia varietà di uccelli marini (tra cui le tadorne) e di mammiferi marini (come le foche grigie).